# اورائی‌اوی‌فالو
اورائی‌اوی‌فالو (به مجاری: Uraiújfalu) یک شهرداری در مجارستان است که در واش واقع شده‌است. اورائی‌اوی‌فالو ۱۹٫۰۸ کیلومتر مربع مساحت و ۸۹۰ نفر جمعیت دارد.